# Angelika Speitel
Angelika Speitel (nacida el 12 de febrero de 1952) es una exmiembro de la Fracción del Ejército Rojo (RAF).

## Biografía
Speitel trabajó como empleada en la oficina del abogado Klaus Croissant, junto a su esposo Volker Speitel (que también era un terrorista de la RAF). Durante este tiempo ayudó a formar un sistema de información de comunicación entre muchos terroristas encarcelados en toda Alemania. Volker pasó a la clandestinidad en 1974, y Angelika hizo lo mismo cuando fue sospechosa de estar involucrada en el asesinato de Jurgen Ponto en 1977.
Se convirtió en una miembro activa de la segunda generación de la RAF, participando en robos de bancos. Se sospecha que estuvo directamente involucrada en el secuestro y asesinato de Hanns Martin Schleyer.
En un bosque de Dortmund el 24 de septiembre de 1978, Speitel estuvo involucrada en prácticas de tiro con otros miembros de la RAF (Michael Knoll y Werner Lotze) cuando fueron emboscados por la policía. Siguió un tiroteo en el que un policía (Hans-Wilhelm Hans) fue asesinado a tiros, y Speitel y Knoll fueron derribados y arrestados. Lotze logró escapar, y Knoll murió más tarde producto de sus heridas.
Posteriormente, Speitel fue acusada de asesinato y condenada a cadena perpetua por un tribunal de Düsseldorf. Durante su encarcelamiento intentó suicidarse colgándose y cortándose las muñecas, pero sobrevivió. En 1989, fue perdonada por el Presidente Federal de Alemania Richard von Weizsäcker, y liberada de prisión.